# الرحمانية (الشرقية)
قرية الرحمانية هي إحدى القرى التابعة لمركز أبو كبير في محافظة الشرقية في جمهورية مصر العربية. حسب إحصاءات سنة 2006، بلغ إجمالي السكان في الرحمانية 11927 نسمة، منهم 6125 رجل و5802 امرأة.

## التاريخ
قرية الرحمانية من القرى القديمة، حيث وردت باسم «لزقة» في أعمال الشرقية ضمن قرى الروك الناصري التي أحصاها ابن الجيعان في كتاب «التحفة السنية بأسماء البلاد المصرية». وفي العصر العثماني وردت باسم «لزقة» في التربيع العثماني الذي أجراه الوالي العثماني سليمان باشا الخادم في عصر السلطان العثماني سليمان القانوني ضمن قرى ولاية الشرقية، وفي تاريخ 1228هـ/1813م الذي عدّ قرى مصر بعد المسح الذي قام به محمد علي باشا باسم «لزقة» ضمن قرى مديرية الشرقية. تغيّر اسم القرية بطلب من أهلها إلى «الرحمانية» سنة 1348هـ/1929م.